# Sucaer Laran (Hera)
Sucaer Laran (Suakaer Laran) ist eine Aldeia des osttimoresischen Sucos Hera (Verwaltungsamt Cristo Rei, Gemeinde Dili). 2015 hatte die Aldeia 417 Einwohner. Der Name „Sukaer Laran“ stammt aus der Landessprache Tetum und bedeutet „Inneres der Tamarinde“.

## Geographie
Das Gebiet von Sucaer Laran, an der Küste der Straße von Wetar, kam erst mit der Gebietsreform 2015 vom Suco Sabuli (Verwaltungsamt Metinaro) zum Suco Hera. Sucaer Laran bildet nun den Osten von Hera. Der Ort Hera reicht mit dem Ortsteil Beraka nach Sucaer Laran hinein. Westlich von Sucaer Laran liegen die Aldeias Ailoc Laran, Moris Foun und Mota Quic. Der Ponta Hatomanulaho im Osten gehört bereits zum Suco Sabuli (Verwaltungsamt Metinaro). Auf Seiten Heras liegt an der Grenze die kleine Siedlung Pasir Putih. Im Süden grenzt Sucaer Laran an den Suco Liurai (Verwaltungsamt Remexio, Gemeinde Aileu).

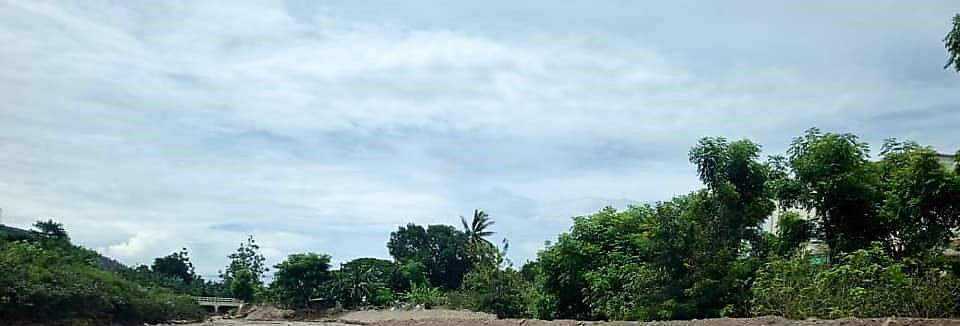
Landeinwärts in Sucaer Laran (Februar 2021)
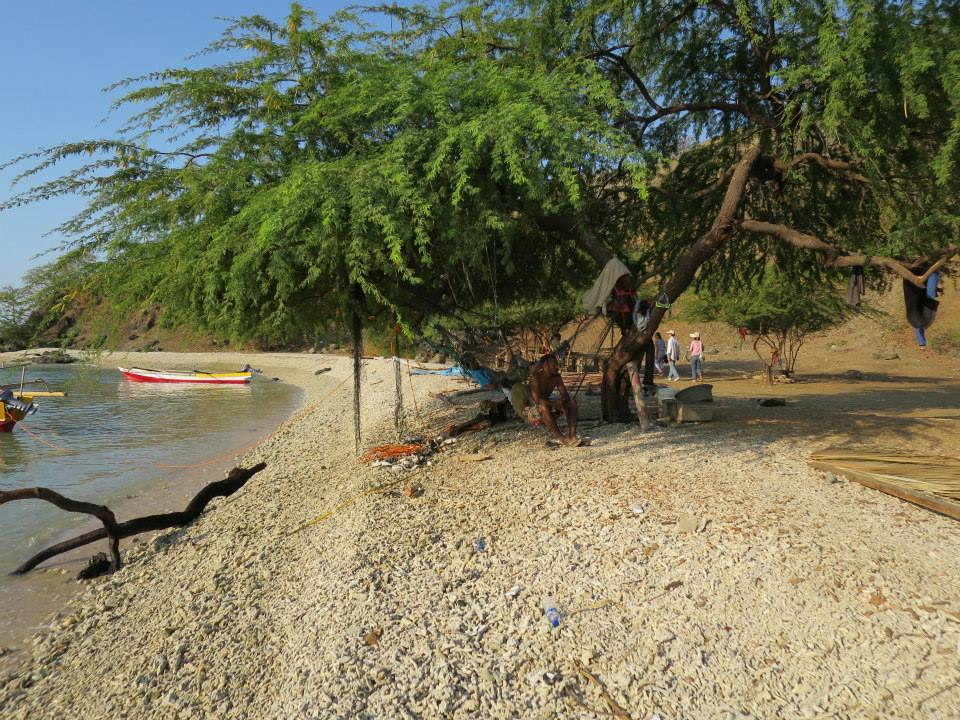
Strand bei Pasir Putih

## Einrichtungen
An der Ortsgrenze von Hera befinden sich auf dem Gebiet von Sucaer Laran das Hera Oil Terminal und das Kraftwerk Hera, Osttimors größtes Elektrizitätswerk. Östlich des Kaps Foho Cafraulun betreibt Heineken seit 2018 eine Brauerei und Abfüllstation für Limonaden. An der Westgrenze von Sucaer Laran befinden sich die katholische Kirche São Tiago de Hera und der Markt von Hera.